# Otto Kumm
Otto Kumm (Amburgo, 1º novembre 1909 – Offenburg, 23 marzo 2004) è stato un generale tedesco delle Waffen-SS durante la seconda guerra mondiale.